# Virslīga (2000)
Sezon 2000 był 9. edycją rozgrywek piłkarskich o mistrzostwo Łotwy

## Tabela końcowa
|   | Klub                | M  | Z  | R | P  | Br+ | Br- | Br+/- | Pkt |
| - | ------------------- | -- | -- | - | -- | --- | --- | ----- | --- |
| 1 | Skonto Ryga         | 28 | 24 | 3 | 1  | 86  | 10  | 76    | 75  |
| 2 | FK Ventspils        | 28 | 19 | 8 | 1  | 55  | 20  | 35    | 65  |
| 3 | Liepājas Metalurgs  | 28 | 16 | 7 | 5  | 51  | 25  | 26    | 55  |
| 4 | Dinaburg Daugavpils | 28 | 10 | 5 | 13 | 32  | 32  | 0     | 35  |
| 5 | FK Ryga             | 28 | 9  | 4 | 15 | 35  | 47  | -12   | 31  |
| 6 | FK Valmiera         | 28 | 5  | 9 | 14 | 25  | 48  | -23   | 24  |
| 7 | Policijas Ryga      | 28 | 4  | 4 | 20 | 13  | 62  | -49   | 16  |
| 8 | LU-Daugava Ryga     | 28 | 2  | 6 | 20 | 21  | 74  | -53   | 12  |

## Najlepsi strzelcy
|   | Piłkarz                | Klub               | Gole |
| - | ---------------------- | ------------------ | ---- |
| 1 | Vladimirs Koļesņičenko | Skonto Ryga        | 17   |
| 2 | Vladislav Bezborodov   | FK Ventspils       | 15   |
| 3 | Mihails Miholaps       | Skonto Ryga        | 12   |
| 4 | Jurijs Molotkovs       | FK Ryga            | 11   |
| - | Andrey Labanov         | Liepājas Metalurgs | 11   |